# Kobayashi Kenji
Kobayashi Kenji (小林 健二 (Tiểu Lâm Kiện Nhị) sinh ngày 31 tháng 3 năm 1957 (Chiêu Hòa thứ 32) tại thành phố Takamatsu, tỉnh Kagawa)) là một cựu kỳ thủ shogi chuyên nghiệp đạt cấp độ Cửu đẳng người Nhật Bản. Ông có số hiệu kỳ thủ là 123, và là môn hạ của Itaya Susumu Cửu đẳng. Ông đạt tổng cộng 1 kỳ ở Tổ 1 Long Vương Chiến và 4 kỳ ở Hạng A Thuận Vị Chiến.

## Sự nghiệp
Năm 1972, khi ông mới 14 tuổi, ông trở thành môn đệ của Itaya Susumu. Vào tháng 4 cùng năm, ông trở thành học viên tại Hội quán Shogi Tokyo, nhưng sau một thời gian ông đổ bệnh và phải chuyển về Nagoya sống cùng với sư phụ (đệ tử tại gia). Vào tháng 12 năm 1975, ông thăng lên Tứ đẳng, trở thành kỳ thủ chuyên nghiệp.
Vào năm 1977 khi vẫn còn là kỳ thủ Tứ đẳng, ông đã lọt vào Vòng Xác định Khiêu chiến giả Vương Vị Chiến kỳ 18. Ông đánh bại Ariyoshi Michio Bát đẳng (đương thời) và tất cả các đối thủ khác để xếp nhất Bạch tổ với thành tích 5-0 và tiến vào Trận Xác định Khiêu chiến giả. Đối đầu với Yonenaga Kunio Bát đẳng (đương thời) - người đứng nhất Hồng tổ, dư luận cho rằng có khả năng ông sẽ trở thành kỳ thủ Tứ đẳng đầu tiên trong lịch sử giành quyền khiêu chiến danh hiệu. Ở ván đấu này, ông đã giành được lợi thế ở giai đoạn đầu, tuy nhiên ông đã để thua ngược ở tàn cuộc và bỏ lỡ cơ hội khiêu chiến danh hiệu. Sư phụ Itaya Bát đẳng (đương thời) đã nói với ông rằng "nếu thua tôi sẽ bắt cậu làm người ghi chép kỳ phổ", và Kobayashi đúng là đã được phân công làm người ghi chép kỳ phổ cho ván 3 loạt tranh ngôi Vương Vị Chiến kỳ 18 giữa Nakahara Makoto Vương Vị và Yonenaga Kunio Bát đẳng.
Vào năm 1985 tại Thuận Vị Chiến kỳ 45, ông cùng sư phụ Itaya của mình cạnh tranh suất thăng lên hạng A, tuy nhiên chung cuộc Kobayashi xếp hạng 2 và lần đầu được thăng lên hạng A, còn Itaya chỉ xếp thứ 4 và không được thăng hạng.
Tại Giải vô địch shogi truyền hình Cúp NHK lần thứ 46 - Vòng 3 (phát sóng ngày 3 tháng 1 năm 1997), ông đã để thua do hết giờ trong ván đấu với Yashiki Nobuyuki. Ở Thuận Vị Chiến kỳ 65 (2006), trong ván đấu với Ogura Hisashi, ông đã thả Tốt vào 92 khi vẫn đang có Tốt ở 94 và để thua do phạm luật Hai Tốt.
Vào ngày 9 tháng 6 năm 2009, tại Vòng 1 - Hạng C tổ 1 - Thuận Vị Chiến kỳ 68, ông giành chiến thắng trước Tanaka Kaishū để trở thành người thứ 40 trong lịch sử đạt tổng cộng 600 ván thắng (Giải thưởng Danh dự Shogi).
Ông liên tiếp nhận 2 điểm giáng hạng tại Hạng C tổ 2 ở Thuận Vị Chiến các kỳ 75 và 76 (2016-17), do đó ông tuyên bố xuống Free Class và từ bỏ quyền thi đấu tại Thuận Vị Chiến từ kỳ 77 (2018) trở đi.
Vào ngày sinh nhật 65 tuổi của ông - 31 tháng 3 năm 2022, cũng là năm cuối cùng ông được phép ở lại Free Class, ông đã để thua trước đối thủ cùng tên Kanzaki Kenji ở Vòng Thăng tổ - Tổ 6 - Long Vương Chiến kỳ 35. Đây cũng là ván đấu chính thức cuối cùng trước khi ông chính thức giải nghệ vào cùng ngày. Tổng thành tích của ông là 699 thắng - 775 thua, chỉ thiếu 1 ván thắng để đạt 700 ván thắng.

## Phong cách thi đấu
Khi còn trẻ, ông là một kỳ thủ toàn diện với sở trường Yagura, nhưng vào khoảng năm 1989 ông chuyển sang chơi Chấn Phi Xa. Ông bắt đầu thích chơi Tứ gian Phi Xa, và vào năm 1991 đã dùng chiến pháp này để quay trở lại hạng A Thuận Vị Chiến.
Ông cũng thường xuyên chơi shogi trên Internet và thường hoạt động trên nền tảng Kindai Shogi. Ở trang web này người chơi bắt buộc phải đăng ký bằng tên thật.
Khi ông chuyển sang chơi Chấn Phi Xa, lối chơi Tứ gian bài bản của ông được mệnh danh là "Siêu Tứ gian Phi Xa". Ông cũng đã xuất bản một cuốn sách và giảng về chủ đề này trên chương trình "Giờ Shogi" (将棋の時間 Shōgi no Jikan) phát sóng trên kênh NHK Giáo dục. Ông cùng với kỳ thủ mới lên chuyên khoảng thời gian này là Sugimoto Masataka đã đóng góp rất nhiều trong việc phát triển các định thức của Tứ gian Phi Xa trước khi Hệ thống Fujii ra đời. Sau này khi Tứ gian Phi Xa kiểu Tateshi trở nên nổi tiếng, ông bắt đầu sử dụng chiến pháp này và Tứ gian Phi Xa Anaguma trong nhiều ván đấu của mình. Ông cũng giỏi chơi Vua bên Trái trong các ván Đôi Chấn Phi Xa.
Sau thời kỳ này, ông quay về với lối chơi toàn diện.

## Đời tư
- Ông có sở thích chơi gôn và bóng chày. Ông từng là thành viên CLB bóng chày của Hội quán Shogi Kansai.
- Ông có khả năng đóng giả ca sĩ Mikawa Kenichi, có lần từng hoá trang thành Mikawa và thể hiện ca khúc Yanagase Blues ở một buổi diễn của Komaoto.
- Từ năm 1991, ông mở lớp học shogi riêng tại Osaka, và một số học viên của lớp này đã trở thành học viên Trường Đào tạo Kỳ thủ dưới sự bảo trợ của Kobayashi.
- Ông xuất hiện trong Tập 13 (Tàu cao tốc Yamagata - Người phụ nữ chơi Chấn Phi Xa ở Danh Tướng Chiến có ý đồ sát nhân - 山形新幹線・殺意の名将戦振り飛車の女) của bộ phim trinh thám Ký sự Thám tử lưu lạc phần 5 (さすらい刑事旅情編V) cùng với các Nữ Lưu kỳ sĩ Shimizu Ichiyo và Saida Haruko.
- Ông có nhiều đóng góp trong việc phổ biến shogi ở Đông Nam Á và Nam Á. Vào năm 2017, ông tham dự một giải đấu shogi ở Malaysia.[6] Vào năm 2023, ông là trọng tài của Ván 1 loạt tranh ngôi Kỳ Thánh Chiến kỳ 94 (Fujii Sōta Kỳ Thánh vs Sasaki Daichi Thất đẳng), ván đấu chính thức đầu tiên được tổ chức tại Việt Nam.

## Sư đồ

### Kỳ thủ chuyên nghiệp
| Họ và tên       | Ngày lên Tứ đẳng (lên chuyên) | Đẳng vị, thành tích chính    |
| --------------- | ----------------------------- | ---------------------------- |
| Ina Yūsuke      | 1 tháng 4, 1998               | Thất đẳng                    |
| Shimamoto Ryō   | 1 tháng 4, 2013               | Ngũ đẳng                     |
| Komori Yūta     | 1 tháng 10, 2017              | Ngũ đẳng                     |
| Ikenaga Takashi | 1 tháng 4, 2018               | Ngũ đẳng, 2 lần vô địch giải |
| Tomita Seiya    | 1 tháng 10, 2020              | Tứ đẳng                      |
| Ida Akihiro     | 1 tháng 4, 2021               | Tứ đẳng                      |
| Tokuda Kenshi   | 1 tháng 4, 2022               | Tứ đẳng, 1 lần vô địch giải  |
| Morimoto Saito  | 1 tháng 4, 2023               | Tứ đẳng                      |

(cập nhật đến ngày 1 tháng 4, 2023)

### Nữ Lưu kỳ sĩ
| Họ và tên      | Ngày trở thành Nữ Lưu kỳ sĩ | Đẳng vị, thành tích chính                           |
| -------------- | --------------------------- | --------------------------------------------------- |
| Iwane Shinobu  | 1 tháng 4, 2004             | Nữ Lưu Tam đẳng, 3 lần khiêu chiến danh hiệu Nữ Lưu |
| Kitamura Keika | 24 tháng 6, 2013            | Nữ Lưu Nhị đẳng                                     |
| Kimura Juri    | 1 tháng 6, 2022             | Nữ Lưu Nhất cấp                                     |

(cập nhật đến ngày 26 tháng 1, 2023)
- Từ năm 2017 trở đi, gần như năm nào Kobayashi cũng có một môn đệ trở thành kỳ thủ chuyên nghiệp. Tính đến năm 2023, số môn đệ  đang hoạt động của ông chỉ đứng sau Mori Nobuo (tổng cộng 16 môn đệ đang là kỳ thủ chuyên nghiệp/Nữ Lưu kỳ sĩ) và Shoshi Kazuharu (tổng cộng 11 môn đệ đang là kỳ thủ chuyên nghiệp/Nữ Lưu kỳ sĩ).
- Sau khi sư phụ Itaya qua đời đột ngột vào tháng 2 năm 1988, ông nhận trách nhiệm chỉ dạy cho sư đệ của mình là Sugimoto Masataka cho đến khi Sugimoto lên chuyên vào tháng 10 năm 1990. Do đó thỉnh thoảng ông cũng được gọi là Đại sư phụ trên thực tế của Fujii Sōta (môn hạ của Sugimoto).[7]
- Ông cũng là sư phụ[a] của Imaizumi Kenji - kỳ thủ nghiệp dư mạnh sau này đã lên chuyên thông qua Bài thi Kết nạp Kỳ thủ chuyên nghiệp - ở giai đoạn Imaizumi theo học Trường Đào tạo (tháng 9 năm 1987) đến khi Imaizumi rời khỏi Trường Đào tạo (tháng 9 năm 1999), và xem Imaizumi như đệ tử tại gia sống gần nhà mình. Ông rất tiếc khi Imaizumi dù có tài nhưng buộc phải rời khỏi Trường Đào tạo, nói rằng "Lẽ ra tôi phải luyện cờ cho cậu ta nhiều hơn nữa, nghiêm khắc hơn nữa". Sau này vào ngày 1 tháng 8 năm 2014, ông đối đầu với Imaizumi trong một trận "sư - đệ chiến" tại Vòng Sơ loại thứ nhất Giải vô địch shogi Cúp Asahi mở rộng. Imaizumi giành chiến thắng sau 249 nước trong một ván Đôi Nhập Ngọc khi Kobayashi chỉ thiếu 1 điểm nữa là có thể kết thúc ván đấu với kết quả hoà. Kobayashi sau khi được "trả ơn" đã nói với đệ tử cũ của mình rằng "Cậu đã đánh rất tốt", "Cậu nên nghiên cứu khai cuộc nhiều hơn nữa". Khi Imaizumi vượt qua Bài thi lên chuyên, ông cũng gửi lời chúc mừng tới đệ tử cũ của mình qua những lần xuất hiện trên truyền hình.[8]

## Lịch sử thăng cấp
| Ngày thăng cấp                      | Đẳng cấp          | Ghi chú                              |
| ----------------------------------- | ----------------- | ------------------------------------ |
| Năm 1972 (15 tuổi)                  | Lục cấp (6-kyu)   | Gia nhập Trường Đào tạo              |
| Năm 1974 (17 tuổi)                  | Sơ đẳng (1-dan)   |                                      |
| 20 tháng 12, 1975 (18 tuổi 8 tháng) | Tứ đẳng (4-dan)   | Trở thành kỳ thủ chuyên nghiệp       |
| 1 tháng 4, 1979 (22 tuổi)           | Ngũ đẳng (5-dan)  | Thăng lên Hạng C tổ 1 Thuận Vị Chiến |
| 1 tháng 4, 1981 (24 tuổi)           | Lục đẳng (6-dan)  | Thăng lên Hạng B tổ 2 Thuận Vị Chiến |
| 1 tháng 4, 1983 (26 tuổi)           | Thất đẳng (7-dan) | Thăng lên Hạng B tổ 1 Thuận Vị Chiến |
| 1 tháng 4, 1986 (29 tuổi)           | Bát đẳng (8-dan)  | Thăng lên Hạng A Thuận Vị Chiến      |
| 1 tháng 3, 2002 (44 tuổi 11 tháng)  | Cửu đẳng (9-dan)  | Đạt điều kiện số ván thắng           |
| 31 tháng 3, 2022 (65 tuổi)          | Giải nghệ         | Giải nghệ                            |

## Thành tích chính

### Vô địch các giải không danh hiệu
| Giải đấu              | Năm vô địch         | Số lần vô địch |
| --------------------- | ------------------- | -------------- |
| Nhược Sư Tử Chiến     | 1977 (lần thứ nhất) | 1              |
| Giải vô địch cờ nhanh | 1994 (lần thứ 28)   | 1              |
| Cộng                  | Cộng                | 2              |

### Thăng/giáng hạng/tổ
Chi tiết về hạng/tổ của kỳ thủ vui lòng xem các bài Thuận Vị Chiến và Long Vương Chiến.
| Mùa giải | Thuận Vị Chiến                         | Thuận Vị Chiến                         | Thuận Vị Chiến                         | Thuận Vị Chiến                         | Thuận Vị Chiến                         | Thuận Vị Chiến                         | Thuận Vị Chiến                         | Thuận Vị Chiến                         | Long Vương Chiến                       | Long Vương Chiến                       | Long Vương Chiến                       | Long Vương Chiến                       | Long Vương Chiến                       | Long Vương Chiến                       | Long Vương Chiến                       | Long Vương Chiến                       |
| Mùa giải | Kỳ                                     | Danh Nhân                              | Hạng A                                 | Hạng B                                 | Hạng B                                 | Hạng C                                 | Hạng C                                 | FC                                     | Kỳ                                     | Long Vương                             | Tổ 1                                   | Tổ 2                                   | Tổ 3                                   | Tổ 4                                   | Tổ 5                                   | Tổ 6                                   |
| Mùa giải | Kỳ                                     | Danh Nhân                              | Hạng A                                 | Tổ 1                                   | Tổ 2                                   | Tổ 1                                   | Tổ 2                                   | FC                                     | Kỳ                                     | Long Vương                             | Tổ 1                                   | Tổ 2                                   | Tổ 3                                   | Tổ 4                                   | Tổ 5                                   | Tổ 6                                   |
| --- | -------------------------------------- | -------------------------------------- | -------------------------------------- | -------------------------------------- | -------------------------------------- | -------------------------------------- | -------------------------------------- | -------------------------------------- | -------------------------------------- | -------------------------------------- | -------------------------------------- | -------------------------------------- | -------------------------------------- | -------------------------------------- | -------------------------------------- | -------------------------------------- |
| 1977 | 36                                     |                                        |                                        |                                        |                                        |                                        | C220                                   |                                        | Giải đấu chưa tổ chức                  | Giải đấu chưa tổ chức                  | Giải đấu chưa tổ chức                  | Giải đấu chưa tổ chức                  | Giải đấu chưa tổ chức                  | Giải đấu chưa tổ chức                  | Giải đấu chưa tổ chức                  | Giải đấu chưa tổ chức                  |
| 1978 | 37                                     |                                        |                                        |                                        |                                        |                                        | C222                                   |                                        | Giải đấu chưa tổ chức                  | Giải đấu chưa tổ chức                  | Giải đấu chưa tổ chức                  | Giải đấu chưa tổ chức                  | Giải đấu chưa tổ chức                  | Giải đấu chưa tổ chức                  | Giải đấu chưa tổ chức                  | Giải đấu chưa tổ chức                  |
| 1979 | 38                                     |                                        |                                        |                                        |                                        | C116                                   |                                        |                                        | Giải đấu chưa tổ chức                  | Giải đấu chưa tổ chức                  | Giải đấu chưa tổ chức                  | Giải đấu chưa tổ chức                  | Giải đấu chưa tổ chức                  | Giải đấu chưa tổ chức                  | Giải đấu chưa tổ chức                  | Giải đấu chưa tổ chức                  |
| 1980 | 39                                     |                                        |                                        |                                        |                                        | C12                                    |                                        |                                        | Giải đấu chưa tổ chức                  | Giải đấu chưa tổ chức                  | Giải đấu chưa tổ chức                  | Giải đấu chưa tổ chức                  | Giải đấu chưa tổ chức                  | Giải đấu chưa tổ chức                  | Giải đấu chưa tổ chức                  | Giải đấu chưa tổ chức                  |
| 1981 | 40                                     |                                        |                                        |                                        | B217                                   |                                        |                                        |                                        | Giải đấu chưa tổ chức                  | Giải đấu chưa tổ chức                  | Giải đấu chưa tổ chức                  | Giải đấu chưa tổ chức                  | Giải đấu chưa tổ chức                  | Giải đấu chưa tổ chức                  | Giải đấu chưa tổ chức                  | Giải đấu chưa tổ chức                  |
| 1982 | 41                                     |                                        |                                        |                                        | B24                                    |                                        |                                        |                                        | Giải đấu chưa tổ chức                  | Giải đấu chưa tổ chức                  | Giải đấu chưa tổ chức                  | Giải đấu chưa tổ chức                  | Giải đấu chưa tổ chức                  | Giải đấu chưa tổ chức                  | Giải đấu chưa tổ chức                  | Giải đấu chưa tổ chức                  |
| 1983 | 42                                     |                                        |                                        | B113                                   |                                        |                                        |                                        |                                        | Giải đấu chưa tổ chức                  | Giải đấu chưa tổ chức                  | Giải đấu chưa tổ chức                  | Giải đấu chưa tổ chức                  | Giải đấu chưa tổ chức                  | Giải đấu chưa tổ chức                  | Giải đấu chưa tổ chức                  | Giải đấu chưa tổ chức                  |
| 1984 | 43                                     |                                        |                                        | B110                                   |                                        |                                        |                                        |                                        | Giải đấu chưa tổ chức                  | Giải đấu chưa tổ chức                  | Giải đấu chưa tổ chức                  | Giải đấu chưa tổ chức                  | Giải đấu chưa tổ chức                  | Giải đấu chưa tổ chức                  | Giải đấu chưa tổ chức                  | Giải đấu chưa tổ chức                  |
| 1985 | 44                                     |                                        |                                        | B14                                    |                                        |                                        |                                        |                                        | Giải đấu chưa tổ chức                  | Giải đấu chưa tổ chức                  | Giải đấu chưa tổ chức                  | Giải đấu chưa tổ chức                  | Giải đấu chưa tổ chức                  | Giải đấu chưa tổ chức                  | Giải đấu chưa tổ chức                  | Giải đấu chưa tổ chức                  |
| 1986 | 45                                     |                                        | A10                                    |                                        |                                        |                                        |                                        |                                        | Giải đấu chưa tổ chức                  | Giải đấu chưa tổ chức                  | Giải đấu chưa tổ chức                  | Giải đấu chưa tổ chức                  | Giải đấu chưa tổ chức                  | Giải đấu chưa tổ chức                  | Giải đấu chưa tổ chức                  | Giải đấu chưa tổ chức                  |
| 1987 | 46                                     |                                        |                                        | B12                                    |                                        |                                        |                                        |                                        | 1                                      |                                        | Tổ 1                                   |                                        |                                        |                                        |                                        |                                        |
| 1988 | 47                                     |                                        |                                        | B13                                    |                                        |                                        |                                        |                                        | 2                                      |                                        |                                        | Tổ 2                                   |                                        |                                        |                                        |                                        |
| 1989 | 48                                     |                                        |                                        | B15                                    |                                        |                                        |                                        |                                        | 3                                      |                                        |                                        |                                        | Tổ 3                                   |                                        |                                        |                                        |
| 1990 | 49                                     |                                        |                                        | B13                                    |                                        |                                        |                                        |                                        | 4                                      |                                        |                                        |                                        | Tổ 3                                   |                                        |                                        |                                        |
| 1991 | 50                                     |                                        | A9                                     |                                        |                                        |                                        |                                        |                                        | 5                                      |                                        |                                        |                                        | Tổ 3                                   |                                        |                                        |                                        |
| 1992 | 51                                     |                                        | A6                                     |                                        |                                        |                                        |                                        |                                        | 6                                      |                                        |                                        |                                        | Tổ 3                                   |                                        |                                        |                                        |
| 1993 | 52                                     |                                        | A5                                     |                                        |                                        |                                        |                                        |                                        | 7                                      |                                        |                                        |                                        | Tổ 3                                   |                                        |                                        |                                        |
| 1994 | 53                                     |                                        |                                        | B11                                    |                                        |                                        |                                        |                                        | 8                                      |                                        |                                        |                                        | Tổ 3                                   |                                        |                                        |                                        |
| 1995 | 54                                     |                                        |                                        | B111                                   |                                        |                                        |                                        |                                        | 9                                      |                                        |                                        |                                        | Tổ 3                                   |                                        |                                        |                                        |
| 1996 | 55                                     |                                        |                                        | B16                                    |                                        |                                        |                                        |                                        | 10                                     |                                        |                                        |                                        | Tổ 3                                   |                                        |                                        |                                        |
| 1997 | 56                                     |                                        |                                        | B19                                    |                                        |                                        |                                        |                                        | 11                                     |                                        |                                        |                                        |                                        | Tổ 4                                   |                                        |                                        |
| 1998 | 57                                     |                                        |                                        | B16                                    |                                        |                                        |                                        |                                        | 12                                     |                                        |                                        |                                        |                                        | Tổ 4                                   |                                        |                                        |
| 1999 | 58                                     |                                        |                                        | B14                                    |                                        |                                        |                                        |                                        | 13                                     |                                        |                                        |                                        |                                        | Tổ 4                                   |                                        |                                        |
| 2000 | 59                                     |                                        |                                        | B19                                    |                                        |                                        |                                        |                                        | 14                                     |                                        |                                        |                                        |                                        | Tổ 4                                   |                                        |                                        |
| 2001 | 60                                     |                                        |                                        |                                        | B22                                    |                                        |                                        |                                        | 15                                     |                                        |                                        |                                        |                                        | Tổ 4                                   |                                        |                                        |
| 2002 | 61                                     |                                        |                                        |                                        | B222                                   |                                        |                                        |                                        | 16                                     |                                        |                                        |                                        |                                        | Tổ 4                                   |                                        |                                        |
| 2003 | 62                                     |                                        |                                        |                                        |                                        | C11                                    |                                        |                                        | 17                                     |                                        |                                        |                                        | Tổ 3                                   |                                        |                                        |                                        |
| 2004 | 63                                     |                                        |                                        |                                        |                                        | C119                                   |                                        |                                        | 18                                     |                                        |                                        |                                        | Tổ 3                                   |                                        |                                        |                                        |
| 2005 | 64                                     |                                        |                                        |                                        |                                        | C115                                   |                                        |                                        | 19                                     |                                        |                                        |                                        | Tổ 3                                   |                                        |                                        |                                        |
| 2006 | 65                                     |                                        |                                        |                                        |                                        | C111                                   |                                        |                                        | 20                                     |                                        |                                        | Tổ 2                                   |                                        |                                        |                                        |                                        |
| 2007 | 66                                     |                                        |                                        |                                        |                                        | C116                                   |                                        |                                        | 21                                     |                                        |                                        | Tổ 2                                   |                                        |                                        |                                        |                                        |
| 2008 | 67                                     |                                        |                                        |                                        |                                        | C128                                   |                                        |                                        | 22                                     |                                        |                                        | Tổ 2                                   |                                        |                                        |                                        |                                        |
| 2009 | 68                                     |                                        |                                        |                                        |                                        | C114                                   |                                        |                                        | 23                                     |                                        |                                        |                                        | Tổ 3                                   |                                        |                                        |                                        |
| 2010 | 69                                     |                                        |                                        |                                        |                                        | C113                                   |                                        |                                        | 24                                     |                                        |                                        |                                        |                                        | Tổ 4                                   |                                        |                                        |
| 2011 | 70                                     |                                        |                                        |                                        |                                        | C111                                   |                                        |                                        | 25                                     |                                        |                                        |                                        |                                        | Tổ 4                                   |                                        |                                        |
| 2012 | 71                                     |                                        |                                        |                                        |                                        | C131                                   |                                        |                                        | 26                                     |                                        |                                        |                                        |                                        | Tổ 4                                   |                                        |                                        |
| 2013 | 72                                     |                                        |                                        |                                        |                                        | C123                                   |                                        |                                        | 27                                     |                                        |                                        |                                        |                                        | Tổ 4                                   |                                        |                                        |
| 2014 | 73                                     |                                        |                                        |                                        |                                        |                                        | C21                                    |                                        | 28                                     |                                        |                                        |                                        |                                        |                                        | Tổ 5                                   |                                        |
| 2015 | 74                                     |                                        |                                        |                                        |                                        |                                        | C229                                   |                                        | 29                                     |                                        |                                        |                                        |                                        |                                        | Tổ 5                                   |                                        |
| 2016 | 75                                     |                                        |                                        |                                        |                                        |                                        | C234                                   |                                        | 30                                     |                                        |                                        |                                        |                                        |                                        |                                        | Tổ 6                                   |
| 2017 | 76                                     |                                        |                                        |                                        |                                        |                                        | C243                                   |                                        | 31                                     |                                        |                                        |                                        |                                        |                                        |                                        | Tổ 6                                   |
| 2018 | 77                                     |                                        |                                        |                                        |                                        |                                        |                                        | FT                                     | 32                                     |                                        |                                        |                                        |                                        |                                        |                                        | Tổ 6                                   |
| 2019 | 78                                     |                                        |                                        |                                        |                                        |                                        |                                        | FT                                     | 33                                     |                                        |                                        |                                        |                                        |                                        |                                        | Tổ 6                                   |
| 2020 | 79                                     |                                        |                                        |                                        |                                        |                                        |                                        | FT                                     | 34                                     |                                        |                                        |                                        |                                        |                                        |                                        | Tổ 6                                   |
| 2021 | 80                                     |                                        |                                        |                                        |                                        |                                        |                                        | FT                                     | 35                                     |                                        |                                        |                                        |                                        |                                        |                                        | Tổ 6                                   |
| 2022 | Giải nghệ vào ngày 31 tháng 3 năm 2022 | Giải nghệ vào ngày 31 tháng 3 năm 2022 | Giải nghệ vào ngày 31 tháng 3 năm 2022 | Giải nghệ vào ngày 31 tháng 3 năm 2022 | Giải nghệ vào ngày 31 tháng 3 năm 2022 | Giải nghệ vào ngày 31 tháng 3 năm 2022 | Giải nghệ vào ngày 31 tháng 3 năm 2022 | Giải nghệ vào ngày 31 tháng 3 năm 2022 | Giải nghệ vào ngày 31 tháng 3 năm 2022 | Giải nghệ vào ngày 31 tháng 3 năm 2022 | Giải nghệ vào ngày 31 tháng 3 năm 2022 | Giải nghệ vào ngày 31 tháng 3 năm 2022 | Giải nghệ vào ngày 31 tháng 3 năm 2022 | Giải nghệ vào ngày 31 tháng 3 năm 2022 | Giải nghệ vào ngày 31 tháng 3 năm 2022 | Giải nghệ vào ngày 31 tháng 3 năm 2022 |
| Ô đóng khung biểu thị năm trở thành khiêu chiến giả. Chỉ số dưới ở Thuận Vị Chiến biểu thị thứ hạng Thuận Vị vào đầu mùa giải ở hạng đó (x là điểm giáng tổ trong kỳ đó, * là điểm giáng tổ tích luỹ, + là điểm giáng tổ được xoá) FC: Free Class (FX: xếp vào Free Class, FT: tự nguyện xuống Free Class). Chữ in đậm ở Long Vương Chiến biểu thị giành chiến thắng tổ trong Vòng Xếp hạng; Tên tổ(kèm chú thích dưới) biểu thị người chưa phải kỳ thủ chuyên nghiệp tham gia thi đấu. |                                        |                                        |                                        |                                        |                                        |                                        |                                        |                                        |                                        |                                        |                                        |                                        |                                        |                                        |                                        |                                        |

### Đại Thưởng
| Kỳ | Mùa giải | Giải thưởng           |
| -- | -------- | --------------------- |
| 8  | 1980     | Tân binh của năm      |
| 18 | 1990     | Kỹ thuật hay nhất năm |

## Xuất hiện trước công chúng

### Trò chơi điện tử
- Shogi Phong Lâm Hỏa Sơn (chơi trên Super Nintendo, Pony Canyon phát hành tháng 10 năm 1993)